# Симиниди, Фёдор Анатольевич
Фёдор Анатольевич Симиниди (род. 14 марта 1985, село Маловодное, Энбекшиказахский район, Алма-Атинская область, Казахская ССР) — казахстанский футболист и футбольный менеджер. С 2022 года — исполнительный директор футбольного клуба «Елимай» (Семей).

## Карьера
Начал футбольную карьеру в составе клуба «Карасай-Сарбаздары». После этого выступал в составах актауского «Каспия», сатпаевского «Казахмыса», павлодарского «Иртыша» и столичной «Астаны-1964». Провёл 2 сезона в Премьер-лиге Казахстана — в 2009 году в составе «Казахмыса» и в 2011 году в составе «Иртыша».
После завершения игровой карьеры окончил Бизнес-школу RMA по специальности «Менеджмент в игровых видах спорта», работал спортивным директором футбольных клубов «Кайсар» (Кызылорда), «Алтай» (Усть-Каменогорск) и «Окжетпес» (Кокшетау), а также техническим директором футбольного клуба «Кызыл-Жар» (Петропавловск).
В декабре 2022 года был назначен исполнительным директором клуба «Елимай» (Семей).

## Достижения
«Казахмыс»
- Победитель Первой лиги Казахстана: 2007, 2008

## Статистика
| Игровая карьера | Игровая карьера    | Игровая карьера | Лига | Лига | Кубок | Кубок | Межд. | Межд. |
| --------------- | ------------------ | --------------- | ---- | ---- | ----- | ----- | ----- | ----- |
| 2004            | Карасай-Сарбаздары | Б               | 21   | 4    | —     | —     | —     | —     |
| 2005            | Каспий             | Б               | 21   | 15   | —     | —     | —     | —     |
| 2006            | Каспий             | Б               | 10   | 4    | 1     | 1     | —     | —     |
| 2007            | Казахмыс           | Б               | 25   | 1    | —     | —     | —     | —     |
| 2008            | Казахмыс           | Б               | 23   | 5    | 1     | 0     | —     | —     |
| 2009            | Казахмыс           | А               | 24   | 2    | 3     | 0     | —     | —     |
| 2010            | Казахмыс           | Б               | 32   | 7    | 2     | 1     | —     | —     |
| 2011            | Иртыш              | А               | 9    | 0    | 3     | 0     | 2     | 0     |
| 2012            | Каспий             | Б               | 26   | 7    | —     | —     | —     | —     |
| 2013            | Астана-1964        | Б               | 25   | 2    | 1     | 0     | —     | —     |